# Мариана Пенчева
Мариана Пенчева е българска оперна певица (мецосопрано).

## Биография
Родена е на 17 януари 1966 г. в Пловдив. През 1990 г. завършва Националната музикална академия в София при Мати Пинкас. През 1992 г. специализира при Александрина Милчева в Българската академия за музика и изкуство в Рим. Пее в „Ла Скала“ в Милано, „Сан Карло“ в Неапол, Палермо, Рим, Болоня, Венеция, Торино, Модена, София, Париж, Мюнхен, Цюрих, Лондон, Мадрид, Севиля, Токио, Осло, Страсбург.

## Награди
- 1993 г. – печели награда на конкурса „Лучано Павароти“ във Филаделфия.[1]

## Роли
Мариана Пенчева участва в множество опери, по-значимите са:
- „Набуко“ от Джузепе Верди
- „Риголето“ от Джузепе Верди
- „Бал с маски“ от Джузепе Верди
- „Трабадур“ от Джузепе Верди
- „Дон Карлос“ от Джузепе Верди
- „Танхойзе“ от Рихард Вагнер
- „Лоенгрин“ от Рихард Вагнер
- „Сафо“ от Джакомо Пучини
- „Мойсей и фараонът“ от Джоакино Росини